# Kaledończycy
Kaledończycy – mieszkańcy Kaledonii (dzisiejszej północnej Szkocji) w czasach starożytnych i we wczesnym średniowieczu.
Brytanię oddzielał od Kaledonii Mur Hadriana, zbudowany właśnie po to, by odgrodzić obszary zajęte przez Rzymian od nieujarzmionych plemion piktyjskich i Goidelów.
Były to plemiona celtyckie i preceltyckie, które w różnym czasie zasiedliły Kaledonię. Goidelowie wylądowali prawdopodobnie na południowo-wschodnim wybrzeży Brytanii i dotarli do Kaledonii mniej więcej w V w. p.n.e. W ślad za nimi pojawili się Piktowie (III w. p.n.e.). Obie grupy zyskały sobie u Rzymian opinię nieustraszonych i dzikich wojowników.
Po kilku nieudanych próbach podboju, a także z powodu niewielkiej przydatności górskich terenów dla osadnictwa, rzymscy najeźdźcy porzucili myśl o ekspansji na północ i odgrodzili się od Kaledończyków wspomnianym Murem Hadriana, a następnie Murem Antoninusa położonym bardziej na północ.